# Арсіанський хребет
41°23′28″ пн. ш. 42°31′12″ сх. д. / 41.39115° пн. ш. 42.5201° сх. д.
Арсіанській хребет (груз. არსიანის ქედი; тур. Yalnızçam Dağları) — гірський хребет на північно-західному краю Вірменського нагір'я (система Малого Кавказу), розташований у південній Грузії та східній Туреччині. Північна частина хребта, що заходить до Грузії, обходть зі сходу верхів'я річки Аджарісцкалі і примикає до західного краю Малого Кавказу. Південно-західний кінець хребта лежить при злитті річок Олту та Чорох.
Загальна довжина хребта становить близько 150 км. Максимальна висота — 3165 м (гора Арсіян). Хребет складений глинистими сланцями і пісковиками, які чергуються з вулканогенними товщами. Затримує вологу, принесену з моря. Схили хребта покриті внизу буково-каштановими, вище буковими і ялицево-ялиновими лісами, потім альпійськими луками.